# Schrattenberg
Schrattenberg è un comune austriaco di 804 abitanti nel distretto di Mistelbach, in Bassa Austria.